# Jungkarang
Jungkarang is een bestuurslaag in het regentschap Sampang van de provincie Oost-Java, Indonesië. Jungkarang telt 2809 inwoners (volkstelling 2010).